# یواس‌اس پامفرت (اس‌اس-۳۹۱)
یواس‌اس پامفرت (اس‌اس-۳۹۱) (به انگلیسی: USS Pomfret (SS-391)) یک زیردریایی است که طول آن ۳۱۱ فوت ۶ اینچ (۹۴٫۹۵ متر) می‌باشد. این زیردریایی در سال ۱۹۴۳ ساخته شد.